# Zevenburger Saksen
De Zevenburger Saksen (Duits: Siebenbürger Sachsen; Roemeens: Sași, Hongaars: Erdélyi szászok) zijn een etnische groep van Duitse oorsprong die zich in de 12e en 13e eeuw in Transsylvanië vestigde. Het was na de Hongaarse minderheid de grootste minderheid in de streek. De kolonisatie van de Saksen van Transsylvanië begon toen de Hongaarse koning Géza II (1141-1162) kolonisten uit de Duitse landen naar zijn rijk riep om de Hongaarse grenzen te verdedigen. De Saksen legden vele tientallen versterkte dorpen en steden aan. 
Tijdens de Mongoolse invallen van 1241-42 werden de Saksische dorpen onder de voet gelopen en verwoest. Nadien werden ze met fortificaties versterkt, waarvan er ca. 150, bekroond met een kerk, nog bestaan. Het gebied kreeg de naam Zevenburgen (Siebenbürgen), verwijzend naar de zeven versterkte steden:
- Bistritz (Bistrița, Beszterce)
- Hermannstadt (Sibiu, Nagyszeben)
- Klausenburg (Cluj-Napoca, Kolozsvár)
- Kronstadt (Brașov, Brassó)
- Mediasch (Mediaș, Medgyes)
- Mühlbach (Sebeș, Szászsebes)
- Schässburg (Sighișoara, Segesvár)

De benaming Saksen verwijst niet naar de huidige Duitse deelstaat Saksen, maar is een afgeleide van het Latijnse Saxones, dat in de middeleeuwen in dit deel van Europa stond voor Duitstaligen in het algemeen. De meeste van deze 'Saksen' kwamen uit de bisdommen Keulen, Trier en Luik en onder hen waren ook Vlamingen. Dit is bijvoorbeeld te merken aan de sporen die in hun taal zijn achtergelaten. Zo is er bij Alba Iulia de plaats Bărăbanţ (afgeleid van Brabant) te vinden. Ook in het Roemeens zijn er aanwijzingen te vinden; het Roemeense woord voor dijk is dig, dat qua uitspraak gelijk is aan de Middelnederlandse uitspraak van dijk. 

## Geschiedenis

De door Saksen bewoonde gebieden in Transsylvanië

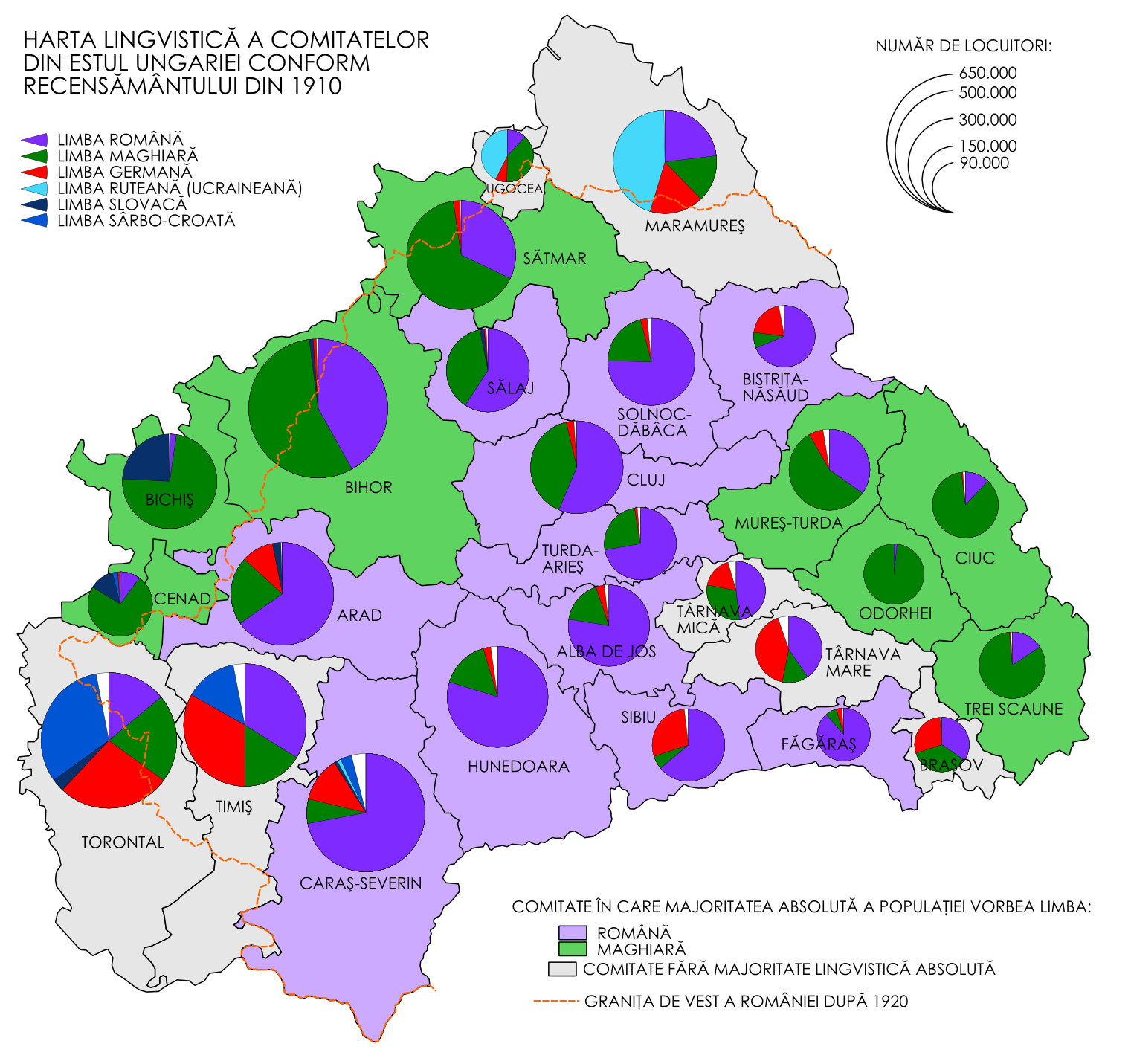
Taalkundige kaart Transsylvanië in 1910 (Rood=Duitstalig)

Om Transsylvanië te beschermen tegen invallen van nomadenstammen vanuit de Oekraïense steppen vestigde de Hongaarse koning Géza in de 12e eeuw de Hongaarse stam van de Szeklers als vrije boeren en grenswachten bij de Karpaten-bergpassen die zijn koninkrijk tegen het oosten afschermden. Voorts vestigde hij in het zuidelijk deel van Transsylvanië boerenkolonisten uit het Moezelgebied. Deze zogenaamde Saksen kregen van koning Andreas II in 1224 uitgestrekte landstreken als ‘Königsboden’ in gemeenschappelijk eigendom met het recht daar hun rechtspleging autonoom uit te oefenen, hoewel daartegenover aanzienlijke belastingen opgebracht moesten worden. Al in 1241 werden hun nederzettingen verwoest door de Mongolen maar nadat deze laatste nomadeninval in Midden-Europa strandde, zou na 1395 het grootste gevaar uit het zuiden komen door het oprukken van de Ottomanen (Turken). De Saksische dorpen en steden moesten worden voorzien van fortificaties. In de 15e eeuw werd de druk zo groot dat om de dorpskerken heen stenen omwallingen werden aangelegd waarbinnen mensen en vee zich in veiligheid konden brengen. Nadat het koninkrijk Hongarije tussen 1526 en 1541 grotendeels door de Ottomanen was veroverd, viel het gezag in Transsylvanië weg en nam de Hongaarse adel daar het heft in eigen hand. Zij richtte een vorstendom in onder protectoraat van de Turkse sultan en behielden daarbinnen hun autonomie. Deze situatie blokkeerde de Contrareformatie welke door de Habsburgse koningen van Hongarije tegenover de 'ketterijen' met geweld werd doorgevoerd en garandeerde godsdienstvrijheid aan Hongaarse calvinisten en unitariërs en aan Saksische lutheranen. Voorlopig kon de Saksische vrijheid tegen hoge belastingafdrachten, nu aan de Hongaarse adel, gehandhaafd blijven.
In 1699 werden de Ottomanen door de Habsburgers verdreven uit Hongarije en Transsylvanië. Transsylvanië werd een Habsburgse provincie waarin de Rooms-katholieke kerk een dominante positie kreeg. Opnieuw moesten de Saksen hun autonomie en hun Kerk handhaven, nu tegen Weense contrareformatorische maatregelen die overigens niet meer zo absoluut waren als in de voorgaande eeuw. De Roemenen kwamen onder zware druk te staan om zich aan de kerk van Rome te conformeren maar in de Saksische gemeenten kregen zij wel godsdienstvrijheid. Bestuurlijke medezeggenschap werd hen onthouden terwijl zij wel belastingplicht hadden te vervullen voor het onderhoud van Saksische kerkelijke en onderwijsinstellingen. Toen in 1848 de Hongaarse adel in opstand kwam tegen het Habsburgse gezag besloten de Saksen met een kleine meerderheid daar steun aan te verlenen. Nadat duidelijk was geworden dat de Hongaren een centralistische nationale staat wilden oprichten waarin voor autonomie van andere volken en talen geen plaats kon zijn, verzoenden de Saksen zich met Wenen. In 1866 kregen de Hongaren uiteindelijk, hoewel als een Habsburgs koninkrijk, toch hun onafhankelijkheid en dat gaf ruimte aan de uitvoering van een Hongaars nationaliseringsprogramma, met een vooral uiterlijk succes. De Transsylvaanse Roemenen verschansten zich in hun Nationaal-Orthodoxe Kerk en de Saksen wisten hun eigen onderwijsinstellingen en kerkgemeenten te behouden. In materieel opzicht ontwikkelden de Saksen hun gemeenschappen op moderne wijze op deels collectieve basis en brachten zij nieuwe mechanische landbouwmethoden al vroeg in praktijk. Daarmee behielden zij hun aanzienlijke welstand waarmee zij zich onderscheidden van de Hongaren en vooral van de Roemenen. 
Na de Eerste Wereldoorlog, in de hoop dat de Roemenen toleranter dan de Hongaren zouden zijn, steunde de Saksische Landdag in 1919 de annexatie van Transsylvanië door de nieuwe Roemeense staat. De roemenisering zou zich vervolgens vooral tegen de Transsylvaanse Hongaren en minder tegen de Saksen keren. Toen Roemenië aan het einde van de jaren dertig bondgenoot van nazi-Duitsland werd, liet het de Saksische instellingen over aan coördinatie en indoctrinatie vanuit Berlijn (zie: Hauptamt Volksdeutsche Mittelstelle). Dat leidde tot een toenemende nazistische gelijkschakeling van de Saksen en hun instellingen. Toen de Roemeense legers zich eind 1943 van het oostfront terugtrokken, dwong Duitsland Roemenië om de 'Roemeense Duitsers' over te dragen. 70.000 Saksische dienstplichtigen werden bij de Waffen-SS en soortgelijke legereenheden ingelijfd en één op zeven sneuvelde aan het oostfront voor de intocht van het Sovjetleger. 
Bij de komst van dat leger, in de herfst van 1944, sloegen 30.000 Saksen, vooral degenen die in en rond Bistritz woonden, op de vlucht naar Oostenrijk. 50.000 Saksen, de achtergebleven en geïnterneerde dienstplichtigen in de eerste plaats, werden door de Roemeense autoriteiten aangewezen voor werkkampen in de Sovjet-Unie. Roemenië moest als straf voor zijn bondgenootschap met Duitsland en de inzet van zijn leger aan het oostfront op deze wijze herstelbetalingen leveren en daarvoor werden Saksen en Hongaren als eersten aangewezen. Van de gedeporteerden kwam slechts een deel terug.
Het communistische regime, dat in 1947 de macht overnam, onteigende de Duitsers en de lutherse kerken van hun grondbezit en nam het Duitstalige onderwijs in beheer, maar bevorderde overigens de Roemenisering van Transsylvanië. In de jaren vijftig konden ca. 10.000 Saksen met familie die reeds in Duitsland was emigreren in het kader van familiehereniging. In 1967 maakte een verdrag met Duitsland de emigratie van 10.000 Saksen per jaar mogelijk. In 1978 begon Roemenië van Duitsland geld te eisen tot een gemiddelde van 5.000 Dmark per emigrant. Daarna vertrokken in de jaren tachtig meer dan 150.000 Saksen. 
Na de val van Ceausescu in 1989, kregen de Saksen de vrijheid om te emigreren en alleen al in 1990 maakten meer dan 100.000 Saksen daarvan gebruik, terwijl in de twee jaren daarna bijna 50.000 volgden. Hun dorpsgemeenschappen waren nu grotendeels uit elkaar gevallen, scholen moesten sluiten en kerkgemeenten liepen leeg. Steeds minder mensen wilden achterblijven en hun emigratie nam het karakter van een massale vlucht aan. Hun huizen waren vaak onverkoopbaar en werden na verlating door de overheid in beslag genomen en vaak aan Roma gezinnen toebedeeld. Uiteindelijk zijn nog maar enkele procenten, vooral ouderen, en degenen die met Roemenen waren getrouwd, in hun woongebieden achtergebleven. Een aantal, vooral kerkelijke, organisaties is nog actief in de verzorging van sociale en godsdienstige behoeften. De Lutherse Kerk ('evangelische Kirche A.B.') bezit nog steeds de kerken maar hun onderhoud is overgedragen aan door Europa opgerichte fondsen voor het behoud van het historisch-culturele erfgoed. Enkele Duitstalige gymnasia met een hoog, door Roemenen gewaardeerd, niveau worden nu door Roemeenstalige scholieren bezocht en kunnen zo in stand blijven. Een van deze - het Brukenthal-gymnasium in Sibiu-Hermannstadt - heeft internationale faam.
In Transsylvanië staan nog ca. 150 gefortificeerde kerken. De internationale stichting Europa Nostra probeert ze tegen verval en afbraak te beschermen. Waardevolle delen van de kerkinventarissen zijn tegen roof beschermd door hun verplaatsing naar centrale museumdepots.
In Oost-Moldavië (republiek), in Soroca, staat een kasteel dat door de Saksen gebouwd is als merkteken van het meest oostelijke punt waar de Zevenburger Saksen geweest zijn.
De Zevenburger Saksen vormden in de middeleeuwen tot in moderne tijden samen met de Szeklers en de Hongaarse edelen de drie bevoorrechte bevolkingsgroepen van Transsylvanië. De Roemenen waren de sociale en economische onderlaag. Sinds 1919 zijn die verhoudingen omgekeerd. De Saksen verloren toen hun bestuurlijke autonomie en hun eigen rechtspraak, al behielden ze tot de communistische machtsovername nog wel hun autonome kerkelijke en onderwijsinstellingen. De banden van de Saksen met Duitsland bleven tot die tijd bestaan nadat zij tot het lutheranisme waren overgegaan en hun intellectuele en kerkelijke bovenlaag traditioneel universiteiten in Duitsland bezocht.

## Bevolkingsaantallen

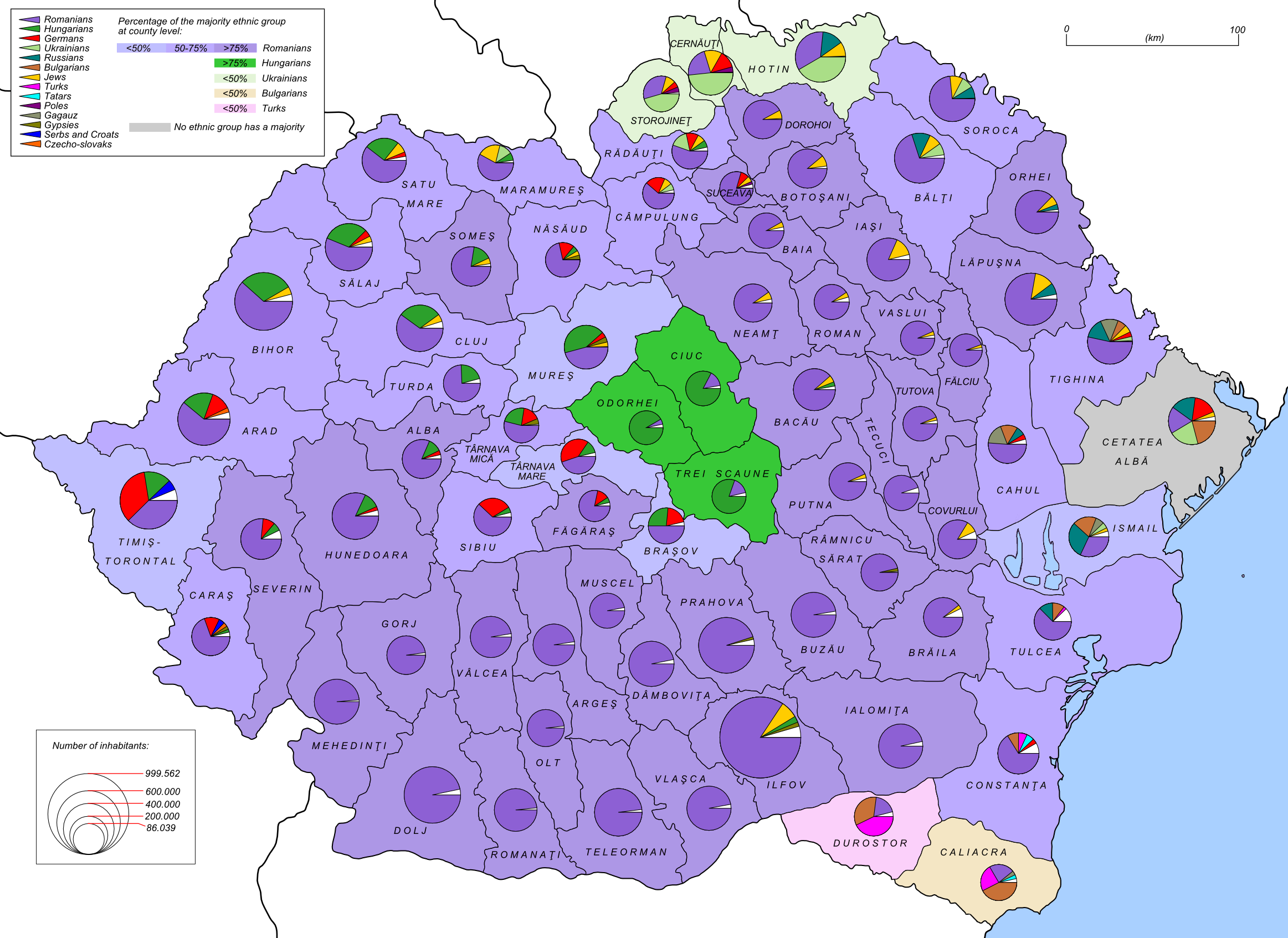
Duitse minderheid in Roemenië in 1930

Volgens de Roemeense volkstelling van 1930 leefden 633.488 'Duitsers' op toenmalig Roemeens staatsgebied. De helft daarvan waren Saksen, de andere helft Zwaben, voornamelijk woonachtig in het Banaat en bewoners van de Duitse kolonies in Bessarabië (Moldova). In 1956 registreerde de volkstelling 384.708 'Duitsers'. In 1992, toen de grote uittocht op gang was gekomen, waren het er 111.301 en in 2002 nog maar 60.008 waarvan naar schatting 15.000 Saksen. Nog drie op de vier van deze 'Duitsers' gaf aan Duits als moedertaal te spreken en dat is een indicatie voor hun snel voortgaande assimilatie na de opheffing van hun kerkelijke gemeenten en onderwijsinstellingen.

## Autonomie
Binnen het vorstendom Transsylvanië hadden de Saksen autonome gebieden binnen het land. Zo was er het gebied Nösnerland rond Bistrita, het gebied Țara Bârsei en de Zeven Stoelen in de Königsboden (Hongaars: Királyföld) als kerngebied met als hoofdstad Sibiu (Hermannstadt):
- Hoofdstoel Hermannstadt (Cybininum) (Sibiu)

Onderstoelen:
- Schäßburg (castrum Sches) (Sighișoara)
- Mühlbach (Muehlbach) (Sebeș)
- Großschenk (Schenk) (Cincu)
- Reußmarkt (Ruzmargt) (Miercurea Sibiului)
- Reps (Kozd) (Rupea)
- Leschkirch (Leuskyrch) (Nocrich)
- Broos (Waras) (tegenwoordig: Orăștie).

## Beroemde Zevenburger Saksen
- Klaus Johannis
- Peter Maffay